# Regulus (Stern)

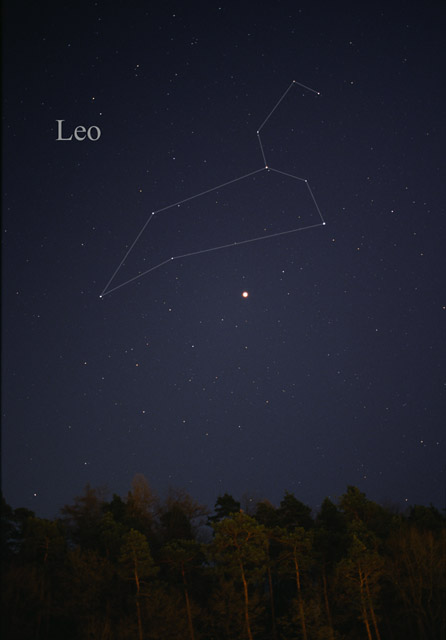
Regulus ist der hellste Stern im Sternbild Leo (rechts). Darunter war der hellere Jupiter im Jahr 2004.

Regulus (Bayer-Bezeichnung: α Leonis) ist der hellste Stern (Hauptstern) im Sternbild Löwe. Der lateinische Name bedeutet Kleiner König oder Prinz (Diminutiv von Rex). Regulus bildet zusammen mit den Sternen Arktur und Spica das Frühlingsdreieck.
Regulus ist 79 Lichtjahre von der Sonne entfernt und besitzt eine scheinbare Helligkeit von 1,36 mag bei einer absoluten Helligkeit von −0,2 mag. Er gehört der Spektralklasse B7 an.
Regulus wird als ekliptiknaher Stern recht häufig vom Mond und sehr selten auch von den Planeten Merkur und Venus bedeckt. Die Bedeckungen durch den Mond treten in Gruppen auf, die abwechselnd in Abständen von 8,7 und 9,9 Jahren aufeinander folgen. Der Gruppe vom Dezember 2016 bis zum April 2018 folgt 8,7 Jahre später eine Gruppe, die sich vom Juli 2025 bis zum Dezember 2026 erstreckt (von einem gegebenen Standort aus ist allerdings immer nur ein kleiner Teil dieser Bedeckungen sichtbar). Die letzte Bedeckung von Regulus durch einen Planeten erfolgte am 7. Juli 1959 durch die Venus, die nächste wird am 1. Oktober 2044 wieder durch die Venus erfolgen. Bedeckungen des Regulus durch andere Planeten sind aufgrund deren derzeitiger Bahnlage in den nächsten paar Jahrtausenden nicht möglich. Am 20. März 2014 wurde Regulus von dem Asteroiden (163) Erigone bedeckt, was allerdings nur in einem schmalen Streifen über dem Nordatlantik und Nordamerika (unter anderem von New York City aus) zu beobachten war.
Andere Namen sind Qalb al-Asad mit der gleichen Bedeutung wie Cor Leonis („Herz des Löwen“). Abgewandelte Formen des arabischen Namens sind Kabeleced, Kalb und Kelb. Rex mit der Bedeutung König ist noch ein weiterer Name.
Regulus wird auch als einer der vier persischen königlichen Sterne bezeichnet.